# 1290
1290 (MCCXC) je bilo navadno leto, ki se je po julijanskem koledarju začelo na nedeljo.

## Dogodki
- Zahodna Evropa: leto brez zime.

### Britansko otočje
- 18. julij - Angleški kralj Edvard I. izda edikt o izgonu vseh Judov iz Anglije in Walesa (okoli 2000). Za spreobrnitev v krščanstvo se odloči zgolj osem Judov, večina se jih izseli v tolerantnejšo Poljsko (točneje regijo Velika Poljska, kjer jih je leta ← 1264 zaščitil vojvoda Boleslav V.
- 26. september - Umre dedinja škotske krone, mladoletna norveška princesa Margareta. Z njeno smrtjo doseže škotska nasledstvena kriza politično dno. Na listi kandidatov za novega škotskega kralja se pojavi 14 daljnih potomcev minulih škotskih kraljev. Glede na primogenituro je favorit John Balliol, vnuk Davida I.. Od ostalih kandidatov je vredno omeniti barona Johna Hastingsa, barona Annandala Roberta de Brus, norveškega kralja Erika II. in holandskega grofa Florijana V.. Glede na politično razsulo ima zadnjo besedo pri izbiri novega kralja njena južna močnejša soseda Anglija s kraljem Edvardom I. Dolgokrakim. 1291 ↔
- 28. november - Umre angleška kraljica Eleanora Kastiljska. Žalujoči kralj Edvard I. ukaže zgraditi 12 znamenj v njen spomin na trgovski cesti med Lincolnshirom in Londonom.
- Edvard I. dopolni Mortmainški statut izdan leta ← 1279, s katerim prepreči doniranje posesti Cerkvi, kar je bil en od takratnih načinov izogibanja davkom.
- Cardiff, Wales: 170 let po začetku gradnje je dokončana katedrala Llandaff.

### Mongolski imperij
- Ilkanat: kan Argun ukaže zgraditi novo pomorsko floto v Perzijskem zalivu, s katero bi oviral egiptovske mameluke v Rdečem morju. Za glavne projektante zadolži Genovčane, ki pa zavozijo celoten projekt, ko v Basri obudijo star gibelinsko-gvelfovski spor in se spopadejo med sabo.
- Zlata horda: na njenem skrajem JZ robu je ustanovjena vojvodina Vlaška.
- Kavkaz: drugi poskus invazije vojske Zlate horde na Ilkanat ponovno propade. Tokrat vojsko prehiti zima.
- Kralj javanske kraljevine Singhasari Kertanegara, ki je prejšnje leto iznakazil mongolske odposlance, osvoji Sumatro. S tem, da zavzame sosednja kraljestva, se želi pripraviti na mongolsko pomorsko invazijo. 1292 ↔

### Zadnji dnevi Jeruzalemske kraljevine
- avgust - Akkon: v pristanišče pripluje več tisoč neorganiziranih križarjev, skoraj vsi nižjega družbenega sloja, ki si v Zamorju v boju z muslimani obetajo čim večjega plačila in izplena. Temu primerno napadajo, ropajo in tudi pobijajo tako muslimanske kot krščanske prebivalce križarskega Zamorja. Egiptovski mameluški sultan Kalavun zahteva izročitev krivcev za poboje muslimanskih trgovcev. Križarske oblasti, ki so jim novi prišleki napravili več škode kot koristi, ga zavrnejo.
- 10. november - Egiptovski mameluški sultan al-Mansur Kalavun umre med pripravami na zavzetje križarskega Akkona. Nasledi ga sin al-Ašraf Halil, ki pa ga umrli ni želel imenovati v oporoki. Kljub temu uspe Halilu uveljaviti svoj interes in s tem postane novi sultan egiptovske mameluške dinastije Bahri, ki je kipčaško-kumanskega izvora.↓
- → Na dvor novega sultana Halila prispe diplomatsko odposlanstvo Jeruzalemskega kraljestva, ki ga sultan zavrne in zapre. Hkrati nadaljuje z očetovimi logističnimi pripravami na zavzetje zadnjih obalnih ostankov Jeruzalemskega kraljestva. 1291 ↔

### Ostali dogodki
- 3. februar - Umrlega vojvodo Spodnje Bavarske Henrika XIII. Wittelsbaškega nasledi najstarejši sin Oton III.
- 1. marec - Portugalski kralj Denis ustanovi Univerzo v Coimbri.
  - Istega leta razglasi portugalščino za uradni jezik.
- 10. maj - Umre habsburški grofič Rudolf II., sin kralja Rudolfa I.. V istem letu se mu je rodil sin Ivan Parricida, ki se je v odraslosti z umorom strica maščeval za vse žalitve družine do njegovega očeta. 1308 ↔
- 23. junij - Verjetno zastrupljen umre šlezijski vojvoda, ki je hkrati poljski nadvojvoda, Henrik IV. Pravični. Plemstvo in meščani izberejo za naslednika njegovega političnega nasprotnika vojvodo Legnice Henrika V. Debelega.
- 10. julij - Trije kumanski plemiči umorijo izobčenega in med podaniki nepriljubljenega ogrskega kralja Ladislava IV. Kumana. Madžarski nadškof Lodomer je že pred Ladislavovo smrtjo spravil v tek postopek za imenovanje novega kralja in sicer je našel kandidata beneškega sorodnika ogrske kraljeve družine Andreja III., ki ga je prej ogrski del smatral za bastarda, čeprav izhaja iz veljavnega zakona. Ker pa je edini primogeniturni moški potomec kraljeve hiše Árpád, ga Lodomer še isti mesec krona za novega ogrskega kralja Andreja III.. Novi kralj prevzame kraljevino v popolni anarhiji in uživa nizko podporo plemstva.
  - Papež Nikolaj IV. po drugi strani popusti prigovarjanju neapeljskih Anžujcev in za novega ogrskega kralja krona neapeljskega princa Karla Martela Anžujskega, ki pa mu uspe zavladati samo na Hrvaškem.
- 10. september - Genovčani uničijo pisansko pristanišče in s tem končajo ekonomsko neodvisnost Pisanske republike. 1406 ↔
- 18. december - Umrlega švedskega kralja Magnusa III. nasledi 10 letni sin Birger Magnusson.
- Konec mameluške dinastije v Delhijskem sultanatu: mameluškega delhijskega sultana Kajkubada zadane možganska kap in je še isto leto umorjen. Nasledi ga 3 letni sin Šamsudim Kajumars, vendar njegov regent Džalal ud din Firuz Hildži izrabi situacijo v svoj prid in osnuje svojo dinastijo Hildži.
- Pogrom na Češkem: pobitih je okoli 10.000 Judov.
- Umrlega inkovskega kralja mesta Cuzco Lokeja Jupankija nasledi sin Majata Kapak, 4. Sapa Inka.
- Oslo, Norveška: začetek gradnje utrdbe Akershus.

## Rojstva
- 3. januar - Kostanca Portugalska, kastiljska kraljica († 1313)
- 4. avgust - Leopold I., avstrijski in štajerski vojvoda († 1326)
- 15. oktober - Ana Pšemislova, češka kraljica[1] († 1313)

Neznan datum
- Agnolo di Ventura, italijanski arhitekt († 1349)
- Ambrogio Lorenzetti, italijanski (sienski) slikar († 1348)
- Barlaam iz Kalabrije, bizantinsko-italijanski teolog, filolog († 1348)
- Beatrika Šlezijska, poljska princesa, bavarska vojvodinja, nemška kraljica († 1322)
- Bernardo Daddi, italijanski (florentinski) slikar († 1348)
- Frančišek iz Appignana, italijanski frančiškanski teolog, filozof († 1344)ž
- Gadža Mada, madžapahitski državnik in vojskovodja († 1364)
- Giovanni Visconti, milanski nadškof, vojskovodja († 1354)
- Gvido Gonzaga, italijanski condottiero, vladar Mantove († 1369)
- Ivan Parricida, nemški plemič iz hiše Habsburžanov, morilec kralja Albrehta I. († 1313)
- Jacob van Artevelde, flamski državnik († 1345)
- Jean de Muris, francoski filozof, matematik, astronom in glasbenik († 1355)
- Margareta Burgundska, francoska kraljica († 1315)
- Matija iz Arrasa, francoski arhitekt († 1352)
- Peter Berkorij, francoski enciklopedist († 1362)
- Robert Holcot, angleški dominikanec, teolog, biblicist, filozof  († 1349)
- Vartislav IV., vojvoda Pomeranije-Wolgasta († 1326)

## Smrti
- 3. februar - Henrik XIII. Wittelsbaški, bavarski vojvoda (* 1235)
- 10. maj - Rudolf II., vojvoda Avstrije in Štajerske (* 1270)
- 8. junij - Beatrice Portinari, florentinska meščanka, muza Danteja Alighierija (* 1266)
- 23. junij - Henrik IV. Pravični, šlezijski vojvoda, poljski veliki vojvoda (* okoli 1258)
- 10. julij - Ladislav IV. Kuman, ogrski in hrvaški kralj (* 1262)
- 24. avgust - Zaviš Falkenštajnski, češki plemič (* 1250)
- 10. november - al-Mansur Kalavun, mameluški sultan Egipta in Sirije (* 1222)
- 26. september - Margareta Norveška, škotska kraljica (* 1283)
- 28. november - Eleanora Kastiljska, angleška kraljica (* 1241)
- 18. december - Magnus III., švedski kralj (* 1240)

Neznan datum
- Jožef ibn Falaquera, španski judovski učenjak in pesnik (* 1225)
- Loke Jupanki, 3. inkovski kralj
- Margaritone d'Arezzo, italijanski slikar (* 1240)
- Salimbene di Adam, italijanski frančiškanski menih in kronist (* 1221)
- Sibla Armenska, antiohijska princesa, tripoliška grofica (* 1240)